# Fit for an Autopsy
Pour les articles homonymes, voir FFAA.
Fit for an Autopsy (parfois désigné par le sigle FFAA) est un groupe de deathcore américain, originaire de Jersey City, dans le New Jersey. Il est formé en 2008. Le groupe se compose des guitaristes Will Putney, Pat Sheridan et Tim Howley, du batteur Josean Orta, du bassiste Peter « Blue » Spinazola, et du chanteur Joe Badolato. Fit for an Autopsy est actuellement signé au label eOne Music and Good Fight Music, et compte à son actif quatre albums studio. Fit for an Autopsy a tourné avec des groupes de metal extrême comme Aborted, Whitechapel, Suicide Silence, Emmure, DevilDriver, et Carnifex.

## Biographie
Le groupe publie sa première démo en 2008, suivie une année plus tard par un EP, intitulé Hell on Earth. En 2011, Fit for an Autopsy publie son premier album studio, The Process of Human Extermination,. Cette même année, ils entament la tournée Insurrection Tour avec Molotov Solution et The Devastated entre le 28 septembre et le 21 octobre.
En septembre 2013, le groupe publie son deuxième album, Hellbound. Mois d'un an plus tard, en avril 2014, le groupe annonce le départ de Nate Johnson. Greg Wilburn de Devastated est immédiatement nommé comme remplaçant temporaire pour Johnson.
Au début de 2015, le groupe annonce le départ de Greg Wilburn et l'arrivée du nouveau chanteur, Joe Badolato. Entretemps, ils annoncent l'écriture d'un nouvel album. Ce troisième album, intitulé Absolute Hope Absolute Hell, est publié le 2 octobre 2015. En juillet 2016, le groupe annonce un split-album, intitulé The Depression Sessions avec les groupes de deathcore Thy Art Is Murder et The Acacia Strain. L'EP est publié le 12 août 2016.
Le groupe publie une nouvelle chanson, « Heads Will Hang », issue de son quatrième album, The Great Collapse, le 31 janvier 2017. L'album est publié le 17 mars 2017. Ils effectuent aussi une tournée européenne avec Architects et While She Sleeps.

## Membres

### Membres actuels
- Will Putney – guitare (depuis 2008)
- Pat Sheridan – guitare (depuis 2008)
- Josean Orta – batterie (depuis 2012)
- Tim Howley – guitare (depuis 2013)
- Joe Badolato – chant (depuis 2015)[10]
- Peter « Blue » Spinazola – basse (depuis 2017)

### Anciens membres
- Charlie Busacca – basse (2009–2012)
- Brian Mathis – batterie  (2008–2012)
- Seth Coleman – basse (2008)
- Nate Johnson – chant (2008[11]–2014[12])
- Cade Armstrong – chant (2014)
- Greg Wilburn – chant (2014–2015)
- Shane Slade - basse (2013-2016)
- Nick Shedlock - chant (2007-2008)
- Scott Miller - basse (2007-2008)
- Mike LaFalce - batterie (2007-2008)

## Discographie

### Albums studio
| Année | Détails                                                                                      | Meilleure position | Meilleure position | Meilleure position |
| Année | Détails                                                                                      | US                 | US Heat.           | US Hard Rock       |
| ----- | -------------------------------------------------------------------------------------------- | ------------------ | ------------------ | ------------------ |
| 2011  | The Process of Human Extermination - Publié : 21 juin 2011 - Label : Black Market Activities | —                  | —                  | —                  |
| 2013  | Hellbound - Publié : 10 septembre 2013 - Label : eOne Music                                  | —                  | 18                 | 23                 |
| 2015  | Absolute Hope Absolute Hell - Publié : 21 octobre 2015 - Label : eOne Music                  | —                  | 3                  | 18                 |
| 2017  | The Great Collapse - Publié : 17 mars 2017 - Label : eOne Music                              | 199                | 2                  | 13                 |
| 2019  | The Sea of Tragic Beasts - Publié : 25 octobre 2019 - Label : Nuclear Blast                  | -                  | -                  | -                  |
| 2022  | Oh What The Future Holds - Publié : 14 janvier 2022 - Label : Nuclear Blast                  | -                  | -                  | -                  |
| 2024  | The Nothing That Is - Publié : 25 octobre 2024 - Label : Nuclear Blast                       | -                  | -                  | -                  |

### EP
- 2009 : Hell on Earth
- 2016 : The Depression Sessions (avec Thy Art Is Murder et The Acacia Strain)